# Kadazans
Les Kadazans sont une ethnie de l'État de Sabah en Malaisie. Ils peuplent principalement la région de Penampang sur la côte ouest de Sabah, ainsi que l’intérieur des terres de Bornéo.
Ils présentent des similarités, en termes de langue et de culture, avec l'ethnie dusun, c'est pourquoi il est parfois fait référence au groupe ethnique « kadazan-dusun » et à la langue kadazandusun (de). C'est le principal groupe ethnique de l'État de Sabah. 

## Culture
La culture kadazan prend sa source dans le travail du riz. Cela se retrouve aussi dans certaines liqueurs.
Une des principales festivités est le Kaamatan lors de la récolte de mai. 
Lors des mariages, une dot doit être payée par la famille du marié a la famille de la mariée. Cette dot peut-être constituée d'animaux (buffle, cochons), de sacs de riz ou, comme cela peut se pratiquer aujourd'hui, par une parcelle de terre ou de l'argent. Le montant peut dépendre de la beauté de la mariée, ainsi que de son éducation.

### Religion
La majorité des Kadazans sont chrétiens, principalement catholiques par l'action des missionnaires espagnols aux Philippines, mais aussi protestants dans une moindre mesure avec l'influence britannique au XXe siècle.

### Musique et Danse
Les Kadazans ont développé leur propre style de danse, le sumazau.
Le sumazau peut se danser en groupe ou en couple, et accompagnée par des gongs en bronze appelés tagung.
Comme lors des mariages arabes, les youyous peuvent accompagner la musique.